# Біг

Джогінг у фізичному вихованні дитини.

Біг — окрім прямого значення — один із способів пересування людини,— означає також вид фізичних вправ, що становлять головний розділ легкої атлетики.
Розрізняють 4 основні види бігу:
- біг по доріжці стадіону - гладкий
- біг з перешкодами— так звані бар'єрний біг та стипль-чез
- естафетний біг
- біг у природних умовах по пересіченій місцевості (крос) та марафонський біг.

- Біг по біговій доріжці стадіону (по колу проти годинникової стрілки) на дистанції  від 30 до 30000м. Сюди належить біг на годину та дві години.Біг по стадіону (гладкий біг) може бути на короткі (до 400 м), середні (500 - 2000 м), довгі (3000 - 10 000м)  і наддовгі ( до 42 195м) дистанції.
- Біг з перешкодами від 50 до 400 м та 3000м
- Естафетний біг - належить до командного виду. Проводиться як на стадіоні так і на вулицях.
- Біг у природних умовах; 
1. По пересіченій місцевості ( полями, луками, у лісі) на дистанціях до 14 км.
2. В природних умовах (дорогами, польовими, шосейними) на дистанціях від 15 до 42 195 км.
Згідно правил змагань з легкої атлетики біг проводять на таких дистанціях:
Бігові дистанції: 30 м,  50 м,  60 м, 100 м, 200 м, 300 м, 400 м, 500 м, 600 м, 800 м, 1000 м, 1500 м, 2000 м, 3000 м,  5000 м, 10000 м, 20 000 м, 25 000 м, 30 000 м.
Біг 1 година, 2 години.  
Бігові дистанції з бар’єрами та перешкодами: 50м с/б,  55 м с/б,  60 м с/б,  100м  с/б, 110 м с/б,  З00 м с/б,  400 м  с/б,  1500 м с/п, 2000 м с/п, 3000 м с/п.1
1 Проводяться на стадіоні або у приміщенні.
Крос: 300 м,  500 м,  1000 м,  1500 м,  2000 м,  3000 м,  5000 м,  6000 м,  8000 м,  10 000 м, 12 000 м, 14 000 м.
Біг по шоссе: 5 км, 10 км, 14км, 20 км, 30 км, 42 км 195 м (марафон).
Эстафетний біг: 4x60 м, 4x100 м, 4x200 м, 4x300 м, 4x400 м, 3x800 м, 4x1000 м, 4x800 м, 10x1000 м, 4х1500м, 400м+300м+200м+100м, 800м+ 400м+200м+100м.
Біг різної тривалості і швидкості широко використовується у фізичному вихованні дітей та молоді, фізичній підготовці спортсменів і військовослужбовців, а також у спортивних заняттях осіб старшого і похилого віку.
Біг – це одна з найкращих кардіо вправ. Це одна з вправ, яку може виконувати кожен. Пробігаючись хоча б по 10 хв щодня, можна суттєво знизити ризик серцево-судинних захворювань. Ті люди, що люблять біг, мають менші шанси померти від будь-яких хвороб серця. Вдвічі менші. 
Лікувальний біг називається джогінгом.